# Михаил Обренович
Михаи́л Обре́нович III (4 (16) сентября 1823 — 29 мая (10 июня) 1868) — сербский князь в 1839—1842 и 1860—1868 годах. Его первое правление закончилось свержением (1842), а другое — его убийством. 

## Биография
Младший сын князя Милоша Обреновича, родился в 1823 году. В 1839 году после смерти его старшего брата Милана, правившего всего несколько недель, был избран сенатом князем Сербии. Свергнутый с престола и изгнанный из Сербии, его отец Милош согласился и отпустил юного сына на родину. Османская империя тоже признала это избрание, но потребовала, чтобы советниками при молодом князе были Тома Вучич Перишич и Аврам Петрониевич — уставобранители, которые боролись за ограничение самовластия.
Поддерживаемый сенатом, Михаил отказался исполнить это требование, и во главе управления поставил своего дядю Ефрема Обреновича и Георгия Протича. Вучич и Петрониевич, пользуясь последовавшим повышением податей, волновали народ. Молодой князь колебался, переносил столицу из Белграда в Крагуевац и из Крагуеваца в Белград и все-таки ничего не мог поделать. В 1842 году, не пожелав отдаться под защиту турецкого гарнизона в Белградской цитадели, как это советовал русский консул, Михаил бежал от восставших сторонников Карагеоргиевичей, уже занявших Белград, за границу. С тех пор он жил преимущественно в Вене, где много работал над своим ранее весьма скудным образованием.
С восстановлением на троне его отца Милоша (1859), Михаил вернулся в Сербию, а после смерти отца вновь вступил на престол (1860). Он усиленно работал над подготовкой полной независимости Сербии и над введением её в круг европейских держав. После бомбардировки Белграда турками (1862) он добился очищения сербских крепостей от турецких гарнизонов. Князь приобрёл значительную популярность, но во многом утратил её в 1867—1868 вследствие политики, робкой по отношению к Османской империи и двусмысленной по отношению к Болгарскому легиону, сформированному в Белграде. Восстановленная православная церковь вскоре оказалась подчинена государству. При нём в 1862 году в Сербии был принят Закон об органах церковной власти православной веры, который предусматривал, что члены Церковного совета (консистории) должны были утверждаться князем (как и работники их канцеляриций), приносить ему клятву как гражданские судьи и соблюдать общегражданские законы. Кроме того, консистории были обязаны соблюдать общегосударственные законы и получали жалованье как чиновники. Кроме того, этот закон ограничил церкви и монастыри в праве распоряжения недвижимым имуществом — для его продажи, покупки, дарения, сдачи в аренду требовалось согласие министерства. Закон также ограничил права Архиерейского собора, любое важное решение которого, теперь должно было утверждаться в Министерстве просвещения и религиозных дел. Даже выбранный собором новый архиепископ не мог быть рукоположен, пока не будет утверждён князем. Раз в три года каждый архиерей должен был объехать свою епархию и отчет о поездке направить Архиерейскому собору, который передавал его Министерству.
Михаил был женат на венгерской графине Юлии Хуньяди, с которой развёлся в 1865 году, желая жениться на любовнице Екатерине Константинович. Брак их был бездетен. Он усыновил и сделал наследником Милана, сына своего двоюродного брата. Михаил Обренович III был убит в Топчидере близ Белграда в 1868 году сторонниками Карагеоргиевичей, которым в итоге не удалось воспользоваться результатом преступления.

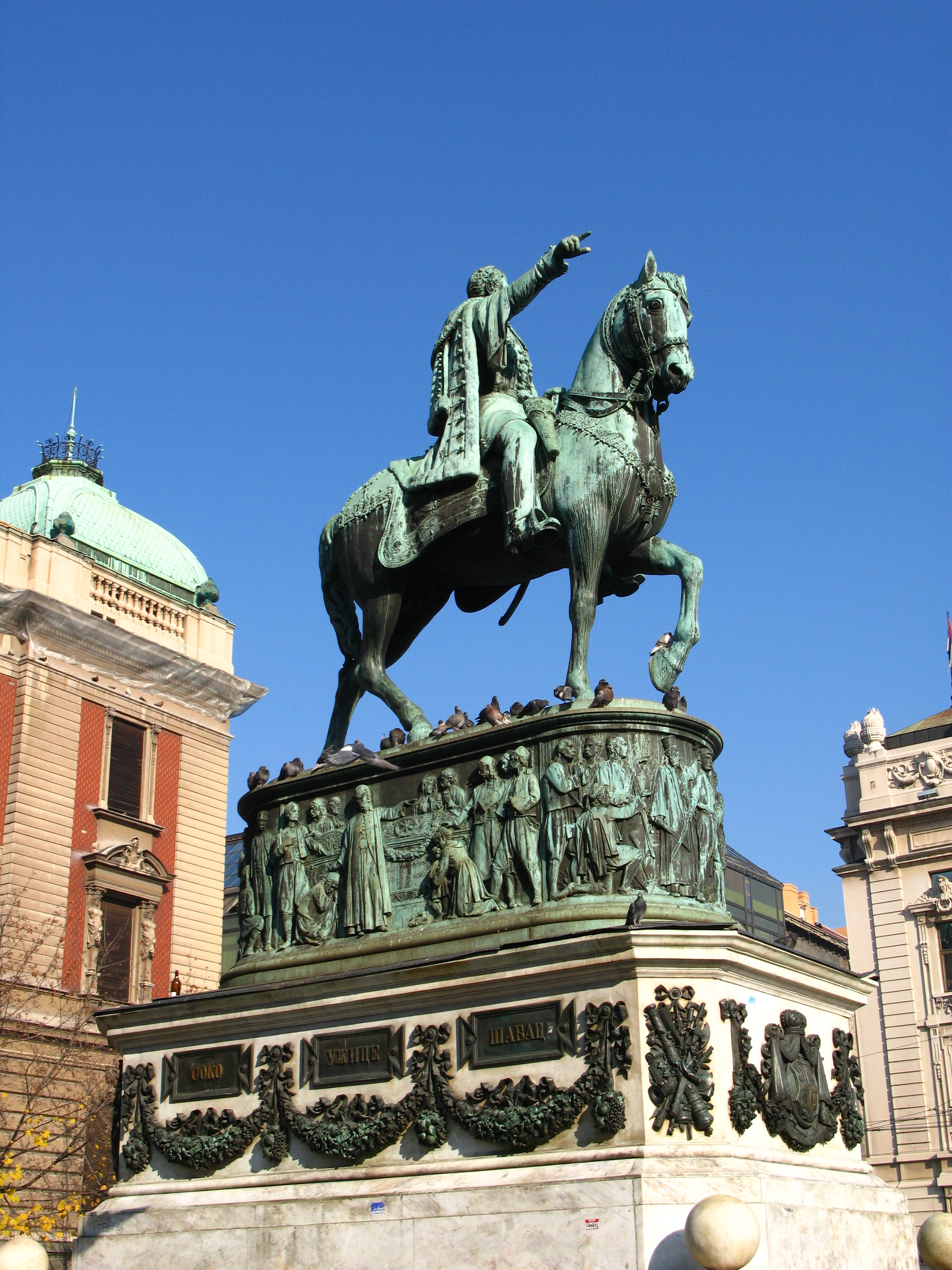
Памятник Михаилу в Белграде (скульптор Пацци)

На главной площади Белграда Михаилу был поставлен памятник.